# Chris Watson
John Christian Watson (9. april 1867 – 18. november 1941), kendt som Chris Watson, var den 3. premierminister i Australien. Han var den første premierminister fra partiet Australian Labor Party. Han var kun premierminister i en periode på 4 måneder.